# Dan (kibuc)
Dan (hebrejsky דָּן, anglicky Dan) je vesnice typu kibuc v Izraeli, v Severním distriktu, v Oblastní radě ha-Galil ha-Eljon (Horní Galilea).

## Geografie
Leží v nadmořské výšce 170 metrů na pomezí Chulského údolí a Golanských výšin v Horní Galileji, v prostoru pramenišť řeky Jordán, konkrétně řeky Dan a řeky Banias, přičemž řeka Dan zde přímo pramení, v lokalitě Tel Dan. Do řeky Banias jižně od obce ústí horký tok Nachal Si'on, odvodňující centrální části masivu Hermon.
Kibuc je situován cca 40 kilometrů severně od břehů Galilejského jezera.
Vesnice se nachází cca 50 kilometrů severoseverovýchodně od Tiberiasu, cca 152 kilometrů severovýchodně od centra Tel Avivu a cca 77 kilometrů severovýchodně od centra Haify. Je situována v zemědělsky intenzivně využívaném pásu. Dan obývají Židé, přičemž osídlení v tomto regionu je zcela židovské. Výjimkou je skupina drúzských měst na Golanských výšinách cca 8 kilometrů východním směrem.
Dan je na dopravní síť napojena pomocí dálnice číslo 99.

## Dějiny
Dan byl založen v roce 1939. Navazuje svým jménem na stejnojmenné židovské sídlo zmiňované v bibli, jehož zbytky se dochovaly v lokalitě Tel Dan, pár set metrů severně od dnešního kibucu.
Šlo o vesnici založenou 5. května 1939 jako opevněné sídlo typu Hradba a věž (Choma u-migdal). Zároveň šlo o součást bloku židovských osad takzvaných Usiškinových pevností - Mecudot Usiškin (מצודות אוסישקין), které Židovská agentura v této době zřizovala v Horní Galileji kvůli posílení židovských vojenských a demografických pozic v tomto regionu. V tomto případě šlo o Mecudat Usiškin Bet (מצודות אוסישקין ב׳). Zakladateli obce byla skupina mladých levicových aktivistů okolo organizace ha-Šomer ha-Cair, kteří pocházeli z Rumunska, Polska a Maďarska a kteří již od roku 1933 prodělávali zemědělský výcvik v Kfar Saba. Počátkem 40. let 20. století sloužil kibuc jako tranzitní stanice pro ilegální židovské imigranty, kteří do tehdejší britské Palestiny přecházeli ze Sýrie.
Během války za nezávislost v roce 1948 se Syřané pokusili obsadit kibuc, ale jejich útok byl odražen. Ženy a děti ale byly během bojů z vesnice evakuovány. Až do roku 1948 se v okolí Danu nacházely i arabské vesnice. Cca 1 kilometr severovýchodním směrem to byla vesnice Khan al-Duwayr. Khan al-Duwayr měla roku 1931 137 obyvatel a 29 domů. Byla v květnu 1948, v počáteční fázi války za nezávislost dobyta jednotkami Palmach v rámci Operace Jiftach a její obyvatelé uprchli. Zástavba v Khan al-Duwayr pak byla zcela zbořena. V poválečné době byla plocha této vysídlené arabské vesnice součástí demilitarizované zóny oddělující izraelské a syrské oblasti kontroly (po roce 1967 poblíž ní vyrostl kibuc Snir.
Roku 1949 měl kibuc Dan už 324 obyvatel a rozkládal se na ploše 1692 dunamů (1,692 kilometrů čtverečních).
V roce 1954 zajala syrská armáda čtyři izraelské vojáky, kteří v prostoru kibucu Dan překročili hranice. Vojáci pak byli obviněni ze špionáže. Roku 1964 byl kibuc Dan ostřelován Syřany v rámci přestřelek, které vyvolal pokus Syřanů o odklon toku řeky Jordán. 3. listopadu 1964 zahájily dva syrské tanky z návrší Tel Nahila severně odtud palbu na izraelský traktor. Pak z úkrytů vyjelo deset izraelských tanků, které sem byly potají přesunuty, a začala bitva, která trvala několik hodin a která představovala jednu z nejvážnějších vojenských eskalací mezi Sýrií a Izraelem. Bezpečnostní situace se zde zlepšila až po roce 1967, kdy během Šestidenní války Izrael obsadil Golanské výšiny.
Ekonomika obce je založena na zemědělství, chovu ryb a turistice. V kibucu fungují zařízení předškolní péče. Základní školství je k dispozici v Ne'ot Mordechaj, střední škola v sousední obci Dafna. Je zde lékařská a zubní ordinace, plavecký bazén a další sportovní areály, veřejná knihovna a obchod.
Na kraji kibucu se nachází regionální muzeum Menachema Usiškina, vedle kterého začíná Izraelská stezka, končící u Rudého moře.

## Demografie
Obyvatelstvo kibucu Dan je většinově sekulární. Podle údajů z roku 2014 tvořili naprostou většinu obyvatel v kibucu Dan Židé (včetně statistické kategorie "ostatní", která zahrnuje nearabské obyvatele židovského původu ale bez formální příslušnosti k židovskému náboženství).
Jde o menší sídlo vesnického typu. K 31. prosinci 2014 zde žilo 640 lidí. Během roku 2014 populace stoupla o 5,1 %.
| Rok            | 1948 | 1949 | 1961 | 1972 | 1983 | 1995 | 2001 | 2003 | 2004 | 2005 | 2006 | 2007 | 2008 | 2009 | 2010 | 2011 | 2012 | 2013 | 2014 |
| -------------- | ---- | ---- | ---- | ---- | ---- | ---- | ---- | ---- | ---- | ---- | ---- | ---- | ---- | ---- | ---- | ---- | ---- | ---- | ---- |
| Počet obyvatel | 404  | 324  | 498  | 424  | 500  | 506  | 431  | 413  | 408  | 415  | 416  | 417  | 417  | 579  | 582  | 614  | 594  | 609  | 640  |